# Peggy Stewart
Peggy 'Peg' Stewart (Palm Beach (Florida), 5 juni 1923 - Los Angeles, 29 mei 2019), geboren als Peggy O'Rourke, was een Amerikaanse actrice.

## Biografie
Stewart is geboren in Florida onder de naam O’Rourke. Haar ouders scheidden toen zij nog jong was en zij groeide met haar zus op bij hun moeder die hertrouwde met een rijke advocaat genaamd Stewart en Peggy nam zijn naam aan. Stewart groeide op in Atlanta waar zij haar atletische vaardigheden ontwikkelde die zij later ook gebruikte in haar acteercarrière. Wanneer zij haar oma opzocht in Los Angeles kwam zij in aanraking met acteerlessen op een toneelschool en was verkocht. Zij haalde haar moeder over om haar bij oma te laten blijven om verder te gaan met acteren. Daar begon zij met B-films (vooral westerns) om daarna uit te groeien tot een gerespecteerde actrice.
Stewart begon in 1937 met acteren in de film Wells Fargo. Hierna heeft zij nog vele rollen gespeeld (over de honderd) in films en televisieseries zoals 5th Ave Girl (1939), Son of Zorro (1947), The Cisco Kid (1950-1953), Gunsmoke (1959-1964), The Stranger (1973), Seinfeld (1993), Beverly Hills, 90210 (1999) en The Riches (2007-2008).
Stewart is in 1940 getrouwd met acteur Don 'Red' Barry; ze zijn gescheiden in 1944. Zij hertrouwde in 1953 met acteur Buck Young; ze kregen samen twee kinderen, een dochter  en een zoon. Haar man overleed op 9 februari 2000.

## Filmografie[5]

### Films
Selectie:
- 2010 The Runaways – als o.a. Oni
- 1973 The Stranger – als raadslid
- 1947 Son of Zorro – als Kate Wells
- 1943 Girls in Chains – als Terry
- 1939 5th Ave Girl – als vriendin van Katherine
- 1937 Wells Fargo – als Alice MacKay

### Televisieseries
Selectie:
- 2009 – 2010 The Office US – als Sylvia – 2 afl.
- 2007 – 2008 The Riches – als moeder van Cherien – 8 afl.
- 1960 – 1961 National Velvet – als mrs. Anderson – 2 afl.

- Bibliothèque nationale de France: cb147010365 (data)
- Gemeinsame Normdatei: 1187506559
- International Standard Name Identifier: 0000 0000 4415 5769
- Library of Congress Control Number: no2003037841
- Virtual International Authority File: 53835407
- WorldCat: E39PBJmDpK8qMtdkHV7KT9qhHC